# 中村あずさ
中村 あずさ（なかむら あずさ、1966年9月5日 - ）は、日本の元女優、タレント。元所属事務所は芸映プロダクション。
本名:良塚 あずさ（旧姓:中村）。

## 経歴・人物
1966年（昭和41年）9月5日生まれ。神奈川県足柄上郡松田町出身。神奈川県立小田原城内高等学校を経て、東京工芸大学女子短期大学部秘書科卒業。
1987年（昭和62年）、日本海事広報協会主催の「ミス・マルレイナ」と、靴メーカー・マドラス主催のコンテスト「ミスマドラス」に選ばれたのをきっかけにデビューした。清楚な顔立ちと日本人離れしたスタイルで人気女優となり、テレビドラマ、CM、バラエティー番組などに多く出演した。
1997年（平成9年）、実業家の男性と婚約、1998年（平成10年）3月に自身がアシスタントを務める「噂の!東京マガジン」を降板（後任は、黒谷友香）、芸能界を引退した。
1999年（平成11年）6月、第一子となる女児を出産。

## 出演

### テレビドラマ
- あぶない刑事 第45話「謹慎」（1987年8月、日本テレビ） - 栗田慶子 役
- あきれた刑事（1987年10月 - 1988年、日本テレビ） - 中村 役
- 結婚してシマッタ!（1988年6月 - 8月、TBS） - 高見佑子 役
- 連続テレビ小説「青春家族」（1989年4月 - 9月、NHK総合） - 旗真弓 役
- 大胆予測ドラマ・JNN選挙スペシャル「永田町〜平成元年の変」（1989年7月23日、TBS） - 代議士の秘書 役
- 閨閥（1990年4月、TBS）
- ザ・刑事（1990年4月 - 9月、テレビ朝日） - 榎本直子巡査 役
- 世にも奇妙な物語（フジテレビ）
  - 「楊貴妃の双六」（1990年） - 唐沢楊子 役
  - 「贈り物」（1992年） - 中津川佐智子 役
- 娘からの宿題（1990年9月20日、よみうりテレビ）
- 結婚まで（1990年、NHK総合）
- 大石内蔵助 冬の決戦（1991年1月1日、NHK総合） - 津島太夫 役
- ヴァンサンカン・結婚（1991年7月 - 9月、フジテレビ） - 森脇玲子 役
- ダウンタウン探偵組'91（1991年10月 - 12月、テレビ朝日）
- 月のひかり（1991年、NHK総合）
- 季節はずれの海岸物語 '92冬 恋は夢の彼方に（1992年1月、フジテレビ） - 冴子 役
- ドラマシティ'92「アイシテイルと描いてみた」（1992年8月27日、よみうりテレビ） - 手島予吏子 役
- 大江戸捜査網（テレビ東京）
- 振り返れば奴がいる（1993年1月 - 3月、フジテレビ） - 星野良子 役
- 半七捕物帳 第12話「艶姿 隼小僧参上」（1993年、日本テレビ） - おもん 役
- ララバイ刑事'93（1993年4月 - 9月、テレビ朝日） - 本宮淳子警部 役
- 金曜エンタテイメント「腕まくり看護婦物語」 第1作 - 第8作（1993年 - 1997年、フジテレビ） - 橋本あゆみ 役
- つばさ（1994年2月 - 3月、NHK総合） - 水野さつき 役
- 織田信長（1994年1月2日、テレビ東京） - お市の方 役
- 裸の大将スペシャル「1万羽のツルをサギ師に渡すな 清のお化け大作戦～鹿児島・出水編」（1994年4月3日、フジテレビ） - 千鶴子 役
- 十津川警部シリーズ「会津高原殺人事件」（1994年8月1日、TBS） - 橋本ひろ子 役
- 九門法律相談所（1994年11月23日、日本テレビ系） - 九門恵 役
- 白の条件（1994年4月 - 5月、関西テレビ） - 野田理沙子 役
- 私、味方です（1995年1月 - 3月、TBS） - 沢井鮎子 役
- HOTEL（1995年4月 - 9月、TBS） - 鹿島紀子 役
- 海がきこえる 〜アイがあるから〜（1995年12月、テレビ朝日） - 美香 役
- 大河ドラマ「秀吉」（1996年、NHK総合） - おまつ 役
- 冠婚葬祭部長（1996年1月 - 3月、TBS） - 緑川小夜子 役
- 闇のパープル・アイ（1996年7月 - 9月、テレビ朝日） - 曽根原薫子 役
- 炎の奉行 大岡越前守（1997年1月2日、テレビ東京） - お園 役
- 暴れん坊将軍VIII（1997年7月 - 1998年3月、テレビ朝日） - 鶴姫 役
- 法医 歯科学の女（1997年1月25日、8月9日、テレビ朝日） - 一ノ瀬美里 役 ※第1作と第2作のみ
- 浅見光彦シリーズ第8作「鳥取雛送り殺人事件」（1997年、TBS） - 広崎多伎恵（創作人形師・芦野の娘） 役
- 京都祇園入り婿刑事事件簿（1997年10月3日、フジテレビ） - 成瀬桐子 役
- 熱中家族（1998年2月 - 4月、TBS） - 今日子 役

### 情報・バラエティー
- ヴィヴィアン（中京テレビ） - アシスタント兼レポーター
- 料理バンザイ!（テレビ朝日） - アシスタント
- 噂の!東京マガジン（TBS）
- 連想ゲーム（NHK総合）（1990年、紅組レギュラー解答者）
- クイズ世界はSHOW by ショーバイ!!（日本テレビ） - 準レギュラー解答者
- ゴールデンタイム（フジテレビ） - レギュラー解答者
- 仰天!くらべるトラベル（TBS） - レギュラー解答者
- 志村けんのだいじょうぶだぁ（フジテレビ）
- 桃色学園都市宣言!! 火曜日・合羽坂学園（1987年10月 - 1988年3月、フジテレビ）
- 関口宏の東京フレンドパークII（1995年1月9日、TBS） - 中野浩一と来園
- 素敵!!名画の旅（テレビ朝日） - ナレーター

### 映画
- あぶない刑事（1987年、東映洋画） - 美女 役
- シンデレラ・エクスプレス（1990年、キネマスターフィルム） - 岸部真純 役
- ワンルーム・ストーリー「ROOM No.2『ディスタンス』」（1991年、パル企画） - 初監督作品。主演：いづみ 役
- サンクチュアリ sanctuary - 石原杏子 役

### オリジナルビデオ
- 女バトルコップ（1990年、東映ビデオ） - 主演：御子柴かおる 役

### ラジオ
- アーバン・ストレートフラッシュ（1989年10月1日 - 、エフエム東京）

### CM
- ハウス食品「カンタブランチ」（1990年）
- 競輪イメージキャラクター（1992年 - 1996年）
- オリエントコーポレーション
- エステdeミロード（藤谷美紀と共演）
- ユニ・チャーム「リフレイン」
- ヤマザキパン「ダブルソフト」
- そごう

### アルバム
- 『Emotion in Motion』（1990年、テイチク）

作詞・作曲・編曲：ミッキー吉野、吉元由美、相良好章、河合奈保子などが参加。
NHKのテレビアニメ『シルクロード少年 ユート』オープニングテーマ曲『ONE FOR EVERYONE』（ゴダイゴ）の原曲『One love,One heart』が収録されていた。

## 著書
- 『中村あずさの気ままにつくる休日クッキング』麻布台出版社 1992年、ISBN 4900678015

## 関連人物
- 森下涼子 - CMなどで共演。